# Libert François Christyn
Libert François Christyn, burggraaf van Tervuren en Duisburg (Brussel, gedoopt 29 juni 1639 – aldaar, 10 juni 1717) was een magistraat en rechtsgeleerde in de Spaanse Nederlanden. 

## Leven
Libert François was een zoon van jonkheer Pierre Christyn en Maria van den Hove. Zijn huwelijk met Isabelle Françoise Walravens was kinderloos. Andere juristen in de familie waren zijn broer Jan Baptist Christyn (I) en zijn neef Jan Baptist Christyn (II).
Na vier jaar rechtenstudies aan de Universiteit van Leuven werd Christyn in 1659 licentiaat in beide rechten. Hij vestigde zich als advocaat bij de Raad van Brabant, werd er in 1672 boventallig raadsheer en het jaar nadien gewoon raadsheer. In 1690 werd hij burggraaf van Tervuren en Duisburg.

## Werk
Christyn annoteerde het werk van de 16e-eeuwse Franse jurist Philibert Bugnyon [fr] over onwerkzaam geworden regels van Romeins recht. Door duidelijk de verschilpunten tussen het Franse en het Nederlandse recht aan te geven, maakte hij dit werk bruikbaar voor zijn landgenoten.

## Publicatie
- Philiberti Bvgnyon legum abrogatarum et invsitatarvm in omnibus curiis, terris, jurisdictionibus, & dominiis Regni Franciæ tractatus, Brussel, Petrus de Dobbeleer, 1666